# SN 1999bo
SN 1999bo – supernowa typu Ia odkryta 18 marca 1999 roku w galaktyce A142107-0557. W momencie odkrycia miała maksymalną jasność 19,70m.